# Saint-Sylvain (Sena Marítimo)
 Saint-Sylvain  es una población y comuna francesa, en la región de Alta Normandía, departamento de Sena Marítimo, en el distrito de Dieppe y cantón de Saint-Valery-en-Caux.

## Demografía
| 194 | 191 | 157 | 178 | 223 | 212 |
| Para los censos de 1962 a 1999 la población legal corresponde a la población sin duplicidades (Fuente: INSEE [Consultar]) |     |     |     |     |     |